# Ferm Power Tools World Rally Team
Il FERM Power Tools World Rally Team è un team olandese con base in Inghilterra che ha partecipato nel 2011 al campionato del mondo rally.

## Storia
Grazie alla collaborazione con il preparatore inglese M-Sport, il team olandese schiera Dennis Kuipers a bordo di una Ford Fiesta RS WRC in 11 prove della edizione 2011 del World Rally Championship.
Il suo status gli permette di raccogliere punti per il campionato costruttori, dato che partecipa ad un minimo di sette eventi di cui due al di fuori dell'Europa. Sponsor principale è FERM Power Tools, che ha sede a Zwolle nei Paesi Bassi, produttore globale di apparecchiature elettroniche e strumenti.

## Risultati
Di seguito i risultati del team nella stagione 2011.
| Anno | Auto               | No | Pilota         | 1      | 2       | 3      | 4     | 5       | 6   | 7      | 8       | 9       | 10  | 11    | 12    | 13  | WDC  | Punti | TC  | Punti |
| ---- | ------------------ | -- | -------------- | ------ | ------- | ------ | ----- | ------- | --- | ------ | ------- | ------- | --- | ----- | ----- | --- | ---- | ----- | --- | ----- |
| 2011 | Ford Fiesta RS WRC | 9  | Dennis Kuipers | SWE 13 | MEX Ret | POR 10 | JOR 9 | ITA Ret | ARG | GRE 10 | FIN 11  | DEU 10  | AUS | FRA 5 | ESP 9 | GBR | 12º* | 17*   | 6º* | 44*   |
| 2011 | Ford Fiesta RS WRC | 18 | René Kuipers   |        |         |        |       |         |     | GRE 17 | FIN Ret | DEU Ret | AUS | FRA   | ESP   | GBR | NC*  | 0*    | 6º* | 44*   |
| 2011 | Ford Fiesta S2000  | 18 | René Kuipers   | SWE 29 | MEX     | POR    | JOR   | ITA 25  | ARG |        |         |         |     |       |       |     | NC*  | 0*    | 6º* | 44*   |